# Saimiri cassiquiarensis
O macaco-de-cheiro-comum (Saimiri cassiquiarensis) é uma espécie de macaco-de-cheiro encontrada no Brasil, Colômbia, Equador, Peru e Venezuela.  Anteriormente, havia sido considerado uma subespécie de S. scuireus, mas foi elevado ao status de espécie  com base em um estudo genético realizado por Carretero-Pinzón em 2009.
O comprimento da cabeça e corpo varia entre 2 e 37 cm, com uma cauda variando entre 36 e 45 cm. Sua coloração é semelhante à de S. sciurus. A espécie consome frutos conforme a disponibilidade, especialmente entre janeiro e junho, mas também pode comer insetos.